# Sphenomorphus fasciatus
Sphenomorphus fasciatus este o specie de șopârle din genul Sphenomorphus, familia Scincidae, descrisă de Gray 1845. A fost clasificată de IUCN ca specie cu risc scăzut. Conform Catalogue of Life specia Sphenomorphus fasciatus nu are subspecii cunoscute.